# La sfera di cristallo
La sfera di cristallo (Be Careful What You Wish For...) è il dodicesimo libro della serie horror per ragazzi Piccoli brividi scritta da R. L. Stine.

## Trama
Samantha Byrd è una dodicenne un po' impacciata, vittima degli scherzi delle sue compagne di classe Judith Bellwood e Anna Frost. Un pomeriggio incontra in un boschetto una donna misteriosa di nome Clarissa che le chiede una mano per trovare la strada di casa in Madison Avenue; Samantha acconsente e accompagna la donna verso casa sua e questa, colpita dalla gentilezza della giovane, le chiede di esprimere tre desideri per ripagarla dell'aiuto offerto. Samantha inizialmente rifiuta ma, successivamente, accetta e come primo desiderio chiede di diventare la migliore giocatrice di basket della squadra; Clarissa, a quel punto, estrae dalla sua borsetta una piccola sfera di cristallo rossa che s'illumina non appena viene espresso il desiderio e dopo di ciò se ne va.
Il giorno dopo, durante una partita, la squadra di Samantha perde seppur la ragazza giochi meglio rispetto alle sue compagne; il problema, oltre a questo, è che tutte le altre ragazze della squadra, in particolare Judith e Anna, si ritrovano debolissime e quasi moribonde. Non appena Samantha si rende conto che il caso è seriamente grave, si reca a casa Bellwood e qui la perfida Judith l'accusa a gran voce di aver fatto un maleficio su tutte le ragazze della squadra (dato che lei era l'unica rimasta sana). A quel punto, in preda alla rabbia, Samantha dice che vorrebbe che Judith scomparisse e il desiderio si avvera, ma spariscono invece tutti, eccetto la protagonista. Tornata a casa e completamente sconvolta, Samantha vi trova Clarissa, la quale le dice di esprimere il suo terzo desiderio facendo molta attenzione, dato che la sua magia può dare risultati un po' particolari se i desideri non vengono espressi con chiarezza e precisione. In questo caso, Samantha chiede che tutto torni com'era prima ma con una sola eccezione: che Judith diventi la sua migliore amica.
Il terzo desiderio si avvera e le persone ritornano come prima e, incredibilmente, l'antipatica Judith comincia a diventare carina e gentile con Samantha, ma ben presto risulta essere troppo appiccicosa e seccante, e così Samantha è costretta a chiedere nuovamente a Clarissa di annullare il desiderio, facendolo invece esprimere a Judith e chiedendo che tutto tornasse come prima che lei e la chiromante s'incontrassero. Di colpo, Samantha si ritrova all'inizio del boschetto e vede Clarissa confabulare con Judith, e le pare di sentir dire da quest'ultima "Uccello, perché non te ne voli via?", accorgendosi poco dopo di sentirsi stranamente libera e leggera. Osserva il terreno e, scorgendo un grosso lombrico, lo cattura con il becco, mangiandoselo e scrollandosi in seguito le ali. Nella sua nuova forma da uccello, incurante di ciò che è successo, Samantha vola via nel cielo, contenta nel vedere che il primo desiderio di Judith si sia avverato.

## Personaggi
- Samantha Byrd: L'impacciata protagonista della storia. Nella prima traduzione italiana, il cognome di Samantha Byrd è stato tradotto in "Uccello", poiché il cognome originale "Byrd" fa assonanza proprio con la parola "bird" che vuol dire in inglese "uccello". Oltre a questo, nella versione originale, nel finale Samantha viene trasformata per la precisione in un corvo.
- Clarissa: La chiromante che esaudirà i desideri di Samantha. Nell'episodio televisivo è doppiata da Elda Olivieri.
- Judith Bellwood: L'insopportabile compagna di classe di Samantha. Nell'episodio televisivo è doppiata da Marcella Silvestri.
- Anna Frost: Amica dell'insopportabile Judith Bellwood. Nell'episodio televisivo è doppiata da Federica Valenti.
- Cory Blinn: Migliore amico di Samantha. Nell'episodio televisivo è doppiato da Patrizia Scianca.
- Ron Byrd: Fratello di Samantha.
- Punkin: Cane di Samantha.

## Episodio TV
Di questo libro è stata realizzata una trasposizione televisiva che presenta però alcune sostanziali differenze:
- Il personaggio di Ron Byrd, il cane Punkin e numerosi altri personaggi secondari sono assenti.
- Nell'episodio TV, all'inizio della puntata, Samantha trova per terra il ciondolo con la gemma rossa di Clarissa, mentre nel libro non avviene tutto ciò, poiché il ciondolo lo possiede già Clarissa stessa.
- Nell'episodio televisivo Clarissa chiede a Samantha di accompagnarla in Moss Avenue, mentre nel libro in Madison Avenue.
- Quando Samantha chiede che tutti spariscano (il secondo desiderio) nessuno viene trasformato in mosca (come accade nell'episodio televisivo).
- Nel finale Samantha non viene trasformata in un uccello ma vede Judith diventare una statua di pietra perché la ragazza aveva desiderato di venire ricordata in eterno da tutti (perché Samantha aveva chiesto a Clarissa che tutto fosse tornato come prima che si fossero incontrate e che fosse stata invece Judith ad aver incontrato la chiromante al posto suo).

## Ripubblicazione
Il libro fu ripubblicato nel 2005 con una nuova immagine in copertina: la prima (realizzata da Stanislaw Fernandes) presenta Samantha Byrd che guarda con apprensione la sfera di cristallo davanti alle mani con le unghie lunghe e laccate di rosso di Clarissa; la seconda (realizzata da Tim Jacobus) rappresenta Clarissa sotto una fitta pioggia con in mano la sfera di cristallo che emana un bagliore giallastro.

## Edizioni
- R. L. Stine, La sfera di cristallo, traduzione di Chiara Belliti, collana Piccoli brividi, Arnoldo Mondadori Editore, 1994,  p. 159, ISBN 88-04-39620-2.